# Mordiente

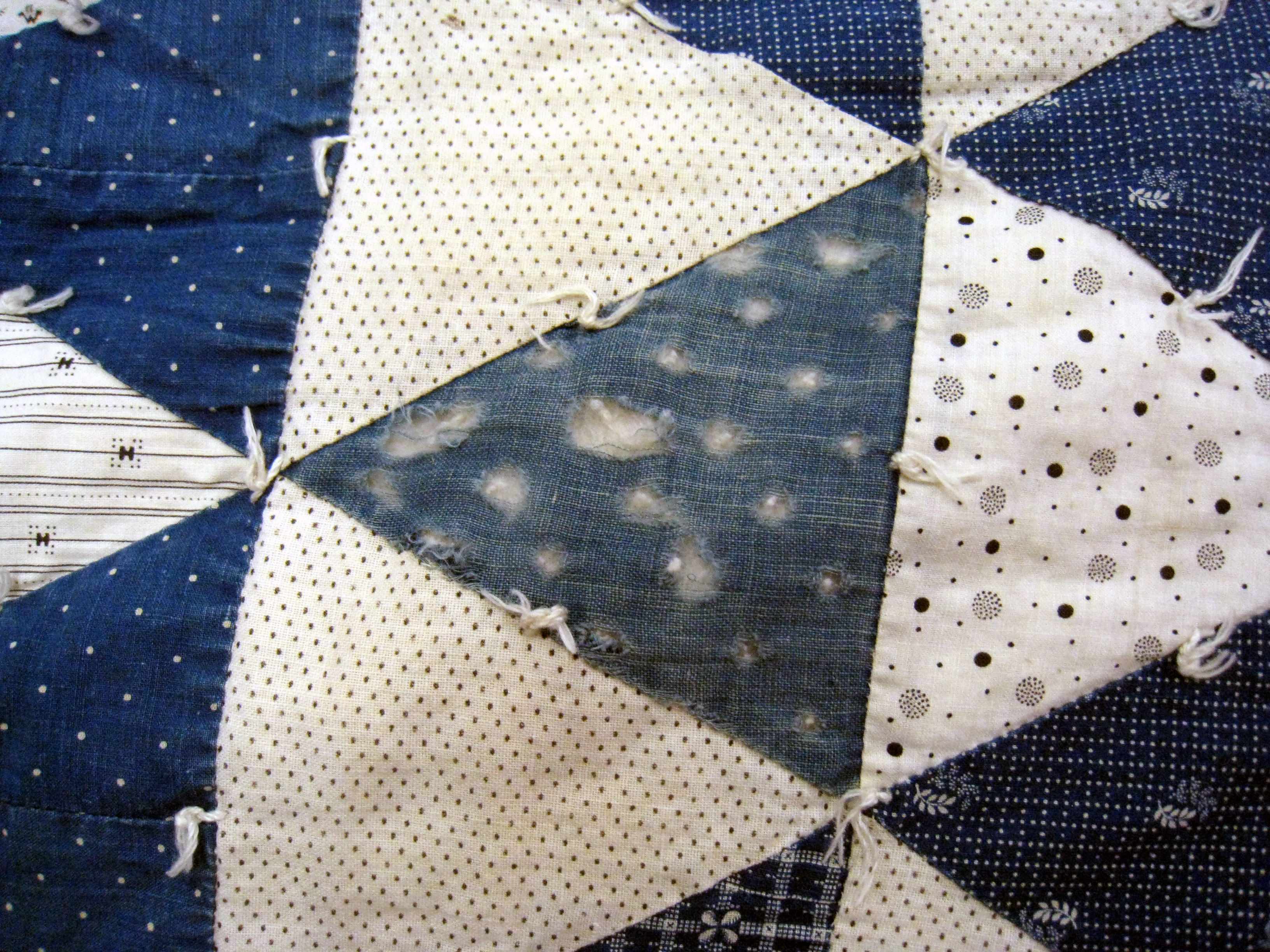
Tinte degradado a partir de mordiente de hierro.

El mordiente es una sustancia empleada en tintorería que sirve para fijar los colores en los productos textiles. La función del mordiente es favorecer la fijación del colorante en las fibras. Este término es usado principalmente en la industria textil para designar a aquellas sales metálicas (de aluminio, hierro, plomo ...), ácidos (el ácido tánico, usado para fijar colores básicos), sustancias orgánicas (caseína, gluten, albúmina, ...), etcétera, que sirven para fijar los colores de estampados en los textiles y penetrar los colores.
También existen mordientes que sirven para fijar colorantes en tinciones biológicas de células animales o vegetales.